# Melitaea uralensis
Melitaea uralensis är en fjärilsart som beskrevs av Eduard Friedrich Eversmann 1851. Melitaea uralensis ingår i släktet Melitaea och familjen praktfjärilar. Inga underarter finns listade i Catalogue of Life.